# Richtlinie (EU) 2019/1937 (Hinweisgeberrichtlinie)
Durch die Hinweisgeberrichtlinie (auch: Whistleblower-Richtlinie oder Whistleblower-RL (WBRL), Richtlinie (EU) 2019/1937, sollen Personen, die für eine öffentliche oder private Organisation arbeiten oder im Rahmen ihrer beruflichen Tätigkeiten mit einer solchen Organisation in Kontakt stehen, und in diesem Zusammenhang auftretende Gefährdung oder Schädigung des öffentlichen Interesses häufig als Erste wahrnehmen, geschützt werden, wenn sie Verstöße gegen das Unionsrecht melden, die das öffentliche Interesse beeinträchtigen. Dadurch tragen diese Personen als Hinweisgeber entscheidend dazu bei, dass solche Verstöße überhaupt aufgedeckt und unterbunden werden können. Potenzielle Hinweisgeber könnten jedoch aus Angst vor Repressalien davor zurückschrecken, ihre Bedenken oder ihren Verdacht zu melden. Durch diese Richtlinie und die Umsetzung in nationales Recht der Unionsmitgliedstaaten soll sowohl auf Unionsebene als auch auf internationaler Ebene ein ausgewogener und effizienter Hinweisgeberschutz (Whistleblower) geschaffen werden. (Artikel 1 dieser Richtlinie).

## Ziele und Zweck der Richtlinie
Durch diese Richtlinie 2019/1937 der Europäischen Union zum Schutz von Hinweisgebern (Whistleblowern) werden diese zukünftig EU-weit einheitlich und besser geschützt. Durch die Richtlinie werden in allen Unionsmitgliedstaaten einheitliche Standards zur Meldung von Missständen und zum Schutz der Meldenden vorgeschrieben.
Die Vizepräsidentin der Europäischen Kommission und Kommissarin für Werte und Transparenz, Věra Jourová führte hierzu aus: Whistleblower sind in unseren Gesellschaften äußerst wichtig. Es sind mutige Menschen, die dazu bereit sind, illegale Aktivitäten ans Licht zu bringen, um die Öffentlichkeit vor Fehlverhalten zu schützen – oft unter großer Gefahr für ihre Karriere und ihren Lebensunterhalt.

### Von der Richtlinie betroffene Einrichtungen
Die Richtlinie selbst betrifft, sofern diese ordnungsgemäß in nationales Recht umgesetzt wurde, die Unionsmitgliedstaaten (siehe auch: Unmittelbare Anwendbarkeit). Die nationale Umsetzung der Richtlinie 2019/1937 hingegen betrifft
- grundsätzlich alle juristischen Personen mit mehr als 50 Mitarbeitern,[8] und
- alle öffentlich-rechtliche juristischen Personen,
- Gemeinden mit mehr als 10.000 Einwohnern[9] und
- Behörden.

### Vorteile für Unternehmen
Durch die Richtlinie 2019/1937 erhalten insbesondere mittlere und große Unternehmen eine Möglichkeit, auf gesetzlicher Grundlage Meldekanäle einzurichten, Meldeprozesse zu lenken und Fehlverhalten ordnungsgemäß intern zu be- und verarbeiten. Dadurch können Unternehmen die mit Missständen verbundenen Risiken erkennen, besser und rechtskonform intern regeln, Verbesserungen einleiten und öffentliche Skandale vermeiden. Zudem wird durch eine offene Kritikkultur auch ein Mehrwert für die Unternehmenskultur geschaffen, wodurch wiederum Schäden vorgebeugt werden kann oder diese minimiert werden können.
Für das Management besteht unter Umständen auch durch ordnungsgemäße Umsetzung der internen Meldemöglichkeiten eine Möglichkeit, strafrechtliche Haftung für sich bzw. das Unternehmen abzuwenden oder zu minimieren (siehe z. B.: Geschäftsführer-Haftung, Unternehmensstrafrecht).

### Interner Meldekanal
Ein oder mehrere organisationsinterne Meldekanäle ermöglichen es einem Hinweisgeber Missstände aufzuzeigen und den Organisationen Risiken schnell zu erkennen. Die Richtlinie 2019/1937 sieht dabei vor, dass Möglichkeiten einer mündlichen, schriftlichen, persönlichen und auf Wunsch auch anonymen Meldung vorhanden sein muss. Welche Art von Meldekanal oder Meldekanälen eine Organisation einrichtet, ist in ihrem Ermessen. Auch können Dritte zur Entgegennahme von Meldungen berechtigt werden.
Dabei müssen diese Meldekanäle sicher konzipiert, eingerichtet und betrieben werden, sodass die Vertraulichkeit der Identität des Hinweisgebers und Dritter auch im Sinne der DSGVO gewährleistet sind. Meldekanäle können dabei z. B. sein:
- ein spezieller Briefkasten,
- spezielle E-Mail-Accounts,
- spezielle Telefon-Hotline,
- besonders eingerichtete digitale Hinweisgebersysteme z. B. über eine einfache aber sichere Internetanwendung,
- mündlich bei einem dafür Beauftragten (z. B. dem Compliance-Officer oder einem Ombudsmann) oder direkt bei der Geschäftsführung.

Werden interne Meldekanäle nicht eingerichtet, besteht die Gefahr für Organisationen, dass Meldungen über externe Kanäle (z. B. die Medien, Staatsanwaltschaft, Gewerbebehörde, Arbeitsinspektion etc.) verbreitet werden.
Die Unionsmitgliedstaaten können auch zulassen, dass juristische Personen des privaten und öffentlichen Sektors und zuständige Behörden verpflichtet sind, anonyme Meldungen von Verstößen, die in den Anwendungsbereich dieser Richtlinie fallen, entgegenzunehmen und Folgemaßnahmen zu ergreifen.

### Externer Meldekanal
Gemäß Artikel 11 der Richtlinie 2019/1937 sind die Unionsmitgliedstaaten verpflichtet, spezielle externe Meldekanäle einzurichten und die Voraussetzungen für die Ergreifung von Folgemaßnahmen nach Meldungen zu schaffen und müssen diese mit angemessenen Ressourcen ausstatten. Sie müssen auch vorsehen, dass unzuständige Behörden, die eine Meldung im Sinne der Richtlinie 2019/1937 erhalten haben, aber nicht befugt sind, gegen den gemeldeten Verstoß vorzugehen, die Meldung innerhalb einer angemessenen Frist auf sichere Weise an die zuständige Behörde weiterleiten und den Hinweisgeber unverzüglich über die Weiterleitung in Kenntnis setzen (Artikel 11 Abs. 6 der Richtlinie 2019/1937).
Die Ausgestaltung externer Meldekanäle, Informationen über die Entgegennahme von Meldungen und die betreffenden Folgemaßnahmen sowie die Überprüfung der Verfahren durch die zuständigen Behörden hat nach Artikel 12 ff der Richtlinie 2019/1937 zu erfolgen.

### Hinweisgeber (persönlicher Anwendungsbereich)
Die Richtlinie 2019/1937 sieht keine Einschränkung vor, von wem (Arbeitnehmer aller Art, Praktikanten, freiwillige Helfer, Kunden, Lieferanten, Geschäftspartner, Konkurrenten etc.), Meldungen erstattet werden und unabhängig davon, ob sie Unionsbürger oder Drittstaatsangehörige sind, welche Missstände bzw. Verstöße gemeldet werden können, sofern diese Meldung richtig ist oder der Hinweisgeber davon ausgehen konnte, dass diese der Wahrheit entspricht.

### Sachlicher Anwendungsbereich
Der sachliche Anwendungsbereich der Richtlinie 2019/1937 umfasst nach Artikel 2:
- Verstöße, die in den Anwendungsbereich der im Anhang dieser Richtlinie angeführten Rechtsakte der Union fallen und folgende Bereiche betreffen:
  - öffentliches Auftragswesen,
  - Finanzdienstleistungen, Finanzprodukte und Finanzmärkte sowie Verhinderung von Geldwäsche und Terrorismusfinanzierung,[16]
  - Produktsicherheit und -konformität,
  - Verkehrssicherheit,
  - Umweltschutz,[17]
  - Strahlenschutz und kerntechnische Sicherheit,
  - Lebensmittel- und Futtermittelsicherheit, Tiergesundheit und Tierschutz,
  - öffentliche Gesundheit,
  - Verbraucherschutz,
  - Schutz der Privatsphäre und personenbezogener Daten sowie Sicherheit von Netz- und Informationssystemen;[18]
- Verstöße gegen die finanziellen Interessen der Union im Sinne von Artikel 325 AEUV sowie gemäß den genaueren Definitionen in einschlägigen Unionsmaßnahmen;
- Verstöße gegen die Binnenmarktvorschriften im Sinne von Artikel 26 Absatz 2 AEUV, einschließlich Verstöße gegen Unionsvorschriften über Wettbewerb und staatliche Beihilfen, sowie Verstöße gegen die Binnenmarktvorschriften in Bezug auf Handlungen, die die Körperschaftsteuer-Vorschriften verletzen oder in Bezug auf Vereinbarungen, die darauf abzielen, sich einen steuerlichen Vorteil zu verschaffen, der dem Ziel oder dem Zweck des geltenden Körperschaftsteuerrechts zuwiderläuft.

Die Unionsmitgliedstaaten können den Schutz nach nationalem Recht in Bezug auf Bereiche oder Rechtsakte auszudehnen, die nicht unter Artikel 2 Abs. 1 der Richtlinie 2019/1937 fallen, und auch alle nach diesen Rechtsakten erlassenen Durchführungs- oder delegierten Maßnahmen der Unionsmitgliedstaaten und der Union. Auch ist diese Aufzählung in Artikel 2 so zu verstehen, dass diese sich immer auf die aktuelle oder auf eine neue, geänderte oder ergänzende Fassungen von Unionsrechtsakten bezieht (dynamische Verweisung).
Zu Verstößen bezüglich der Arbeitssicherheit und Verkehrssicherheit gibt es bereits für Hinweisgeber Regelungen.
Hinweisgeber, die Informationen über eine Gefährdung oder Schädigung des öffentlichen Interesses im Zusammenhang mit ihren beruflichen Tätigkeiten melden, sind zudem durch das Recht auf freie Meinungsäußerung geschützt (Artikel 11 der Charta der Grundrechte der Europäischen Union und Artikel 10 EMRK, siehe auch Artikel 15 Abs. 2 der Richtlinie 2019/1937).
Ausgenommen von einer Meldung sind grundsätzlich Bereiche, die in die nationale Sicherheit fallen. Damit gilt die Richtlinie 2019/1937 nicht für Meldungen von Verstößen im Zusammenhang mit der Vergabe von Aufträgen, die unter Artikel 346 AEUV fallende Verteidigungs- oder Sicherheitsaspekte betreffen. Die Unionsmitgliedstaaten können aber diese Bereiche einbeziehen. Ebenfalls ausgenommen sind von dieser Richtlinie Sachverhalte, welche der Vertraulichkeit der Kommunikation zwischen Rechtsanwalt und Mandant (anwaltliche Verschwiegenheitspflicht) unterliegen, das richterliche Beratungsgeheimnis sowie Sachverhalte, die der Vertraulichkeit der Kommunikation von Erbringern von Gesundheitsleistungen, einschließlich Therapeuten, mit ihren Patienten und von Patientenakten (ärztliche Schweigepflicht) unterliegen. Ausgenommen sind auch Spitzel und Informanten von Polizei, Staatsanwaltschaft, Zollbehörden etc.

## Schutz der Hinweisgeber vor Repressalien
Recht umfangreich ist in KAPITEL VI (SCHUTZMAẞNAHMEN) der Richtlinie 2019/1937 das Verbot von Repressalien und die Unterstützung von Hinweisgebern geregelt. Es sind jede Form von Repressalien gegen die Hinweisgeber, einschließlich der Androhung von Repressalien und des Versuchs von Repressalien, untersagt. Verbotene Repressalien können sein (Artikel 19 der Richtlinie 2019/1937): Suspendierung, Kündigung oder vergleichbare Maßnahmen, Herabstufung oder Versagung einer Beförderung, Aufgabenverlagerung, Änderung des Arbeitsortes, Gehaltsminderung, Änderung der Arbeitszeit, Versagung der Teilnahme an Weiterbildungsmaßnahmen, negative Leistungsbeurteilung oder Ausstellung eines schlechten Arbeitszeugnisses, Disziplinarmaßnahme, Rüge oder sonstige Sanktion einschließlich finanzieller Sanktionen, Nötigung, Einschüchterung, Mobbing oder Ausgrenzung, Diskriminierung, benachteiligende oder ungleiche Behandlung, Nichtumwandlung eines befristeten Arbeitsvertrags in einen unbefristeten Arbeitsvertrag in Fällen, in denen der Arbeitnehmer zu Recht erwarten durfte, einen unbefristeten Arbeitsvertrag angeboten zu bekommen, Nichtverlängerung oder vorzeitige Beendigung eines befristeten Arbeitsvertrags, Schädigung (einschließlich Rufschädigung), insbesondere in den sozialen Medien, oder Herbeiführung finanzieller Verluste (einschließlich Auftrags- oder Einnahmeverluste), Erfassung des Hinweisgebers auf einer „schwarzen Liste“ auf Basis einer informellen oder formellen sektor- oder branchenspezifischen Vereinbarung mit der Folge, dass der Hinweisgeber sektor- oder branchenweit keine Beschäftigung mehr findet, vorzeitige Kündigung oder Aufhebung eines Vertrags über Waren oder Dienstleistungen, Entzug einer Lizenz oder einer Genehmigung, ungerechtfertigte oder präventive psychiatrische oder ärztliche Überweisungen.
Weiters müssen die Unionsmitgliedstaaten dafür Sorge tragen, dass unterstützende Maßnahmen für den Hinweisgeber vorgesehen werden. Dies können z. B. sein (Artikel 20 f):
- umfassende und unabhängige Information und Beratung über die verfügbaren Abhilfemöglichkeiten und Verfahren gegen Repressalien und die Rechte der betroffenen Person, die der Öffentlichkeit einfach und kostenlos zugänglich sind,
- wirksame Unterstützung vonseiten der zuständigen Behörden beim Kontakt mit etwaigen am Schutz vor Repressalien beteiligten Behörden einschließlich – sofern nach nationalem Recht vorgesehen – einer Bescheinigung, dass die Voraussetzungen für einen Schutz gemäß dieser Richtlinie erfüllt sind,
- Prozesskostenhilfe in Strafverfahren und in grenzüberschreitenden Zivilverfahren gemäß der Richtlinie (EU) 2016/1919 und der Richtlinie 2008/52/EG des Europäischen Parlaments und des Rates und gemäß dem
- nationalen Recht Prozesskostenhilfe in weiteren Verfahren sowie zu Rechtsberatung und anderer rechtlicher Hilfe,
- unter Umständen im Rahmen gerichtlicher Verfahren finanzielle Hilfen und unterstützende Maßnahmen, einschließlich psychologischer Betreuung,
- einstweiligen Rechtsschutz während laufender Gerichtsverfahren nach Maßgabe des nationalen Rechts.
- In Gerichtsverfahren, einschließlich privatrechtlicher, öffentlich-rechtlicher oder arbeitsrechtlicher Gerichtsverfahren dürfen Hinweisgeber wegen Verleumdung, Verletzung des Urheberrechts, Verletzung der Geheimhaltungspflicht, Verstoßes gegen Datenschutzvorschriften, Offenlegung von Geschäftsgeheimnissen sowie Schadensersatzverfahren nicht aufgrund von Meldungen oder von Offenlegungen im Einklang mit dieser Richtlinie in irgendeiner Weise haftbar gemacht werden. Diese Personen haben das Recht, unter Verweis auf die betreffende Meldung oder Offenlegung die Abweisung der Klage zu beantragen, sofern sie hinreichenden Grund zu der Annahme hatten, dass die Meldung oder Offenlegung notwendig war, um einen Verstoß gemäß dieser Richtlinie aufzudecken.
- Vollständige Wiedergutmachung eines erlittenen Schadens für Hinweisgeber.
- Sicherstellung auf einen wirksamen Rechtsbehelf und auf ein faires Gerichtsverfahren und die Wahrung der Unschuldsvermutung sowie ihre Verteidigungsrechte, einschließlich des Rechts auf Anhörung und des Rechts auf Einsicht in ihre Akte, in vollem Umfang ausüben können.
- Schutz der Identität der betroffenen Personen während der Dauer einer durch die Meldung oder Offenlegung ausgelösten Untersuchung.

Diese Rechte und Rechtsbehelfe von Hinweisgebern und betroffenen Personen dürfen auch nicht durch Beschäftigungsvereinbarung, -bestimmung, -art oder -bedingung, einschließlich einer Vorab-Schiedsvereinbarung, aufgehoben oder eingeschränkt werden können (Artikel 24 der Richtlinie 2019/1937).

## Geltungsbereich der Richtlinie
Der Geltungsbereich der Richtlinie (EU) 2019/1937 vom 23. Oktober 2019 zum Schutz von Personen, die Verstöße gegen das Unionsrecht melden, erstreckt sich auf die Unionsmitgliedstaaten, nicht aber auf die Mitgliedstaaten des EWR: Island, Liechtenstein bzw. Norwegen.

## Sanktionen bei Verstößen

### Unternehmen und staatliche Einrichtungen
Nach Artikel 23 Abs. 1 der Richtlinie 2019/1937 müssen die Unionsmitgliedstaaten wirksame, angemessene und abschreckende Sanktionen für natürliche oder juristische Personen festlegen, die
- Meldungen behindern oder zu behindern versuchen;
- Repressalien gegen Hinweisgeber oder betroffene Personen ergreifen (siehe Artikel 4 der Richtlinie 2019/1937);
- mutwillige Gerichtsverfahren gegen Hinweisgeber oder betroffene Personen anstrengen (siehe auch: SLAPP);
- gegen die Pflicht gemäß Artikel 16 verstoßen, die Vertraulichkeit der Identität von Hinweisgebern zu wahren.

### Unrichtige Meldungen durch Hinweisgeber
Nach Artikel 23 Abs. 2 der Richtlinie 2019/1937 müssen die Unionsmitgliedstaaten auch wirksame, angemessene und abschreckende Sanktionen für Hinweisgeber festlegen, wenn diesen nachgewiesen werden kann, dass sie wissentlich falsche Informationen gemeldet oder offengelegt haben. Die Unionsmitgliedstaaten müssen dazu auch Maßnahmen entsprechend dem nationalen Recht zur Wiedergutmachung von Schäden vorsehen, die durch diese Meldungen oder Offenlegungen entstanden sind. Hinweisgeber sind jedoch geschützt, wenn sie im guten Glauben ungenaue Informationen über Verstöße gemeldet oder, wenn sie hinreichenden Grund zu der Annahme hatten, dass die gemeldeten Informationen in den Anwendungsbereich dieser Richtlinie falle.

## Rechtsgrundlage
Der Erlass der Richtlinie (EU) 2019/1937 wurde insbesondere auf den AEUV und den EAG gestützt:
- Artikel 16, Artikel 43 Absatz 2, Artikel 50, Artikel 53 Absatz 1, Artikel 91, Artikel 100, Artikel 114,[30] Artikel 168 Absatz 4, Artikel 169, Artikel 192 Absatz 1 und Artikel 325 Absatz 4 AEUV sowie
- insbesondere Artikel 31 EAG.

Die Richtlinie wurde vom Rat und dem Europäischen Parlament im Rahmen des ordentlichen Gesetzgebungsverfahrens erlassen.

## Aufbau der Richtlinie (EU) 2019/1937
Die Richtlinie (EU) 2019/1937 vom 23. Oktober 2019 hat folgenden Aufbau:
- KAPITEL I (Anwendungsbereich, Begriffsbestimmungen und Schutzvoraussetzungen)
  - Artikel 1 (Ziel)
  - Artikel 2 (Sachlicher Anwendungsbereich)
  - Artikel 3 (Beziehung zu anderen Unionsrechtsakten und nationalen Bestimmungen)
  - Artikel 4 (Persönlicher Anwendungsbereich)
  - Artikel 5 (Begriffsbestimmungen)
  - Artikel 6 (Voraussetzungen für den Schutz von Hinweisgebern)
- KAPITEL II (Interne Meldungen und Folgemaßnahmen)
  - Artikel 7 (Meldung über interne Meldekanäle)
  - Artikel 8 (Pflicht zur Einrichtung interner Meldekanäle)
  - Artikel 9 (Verfahren für interne Meldungen und Folgemaßnahmen)
- KAPITEL III (Externe Meldungen und Folgemaßnahmen)
  - Artikel 10 (Meldung über externe Meldekanäle)
  - Artikel 11 (Pflicht zur Einrichtung externer Meldekanäle und Ergreifung von Folgemaßnahmen nach Meldungen)
  - Artikel 12 (Gestaltung externer Meldekanäle)
  - Artikel 13 (Informationen über die Entgegennahme von Meldungen und die betreffenden Folgemaßnahmen)
  - Artikel 14 (Überprüfung der Verfahren durch die zuständigen Behörden)
- KAPITEL IV (Offenlegung)
  - Artikel 15 (Offenlegung)
- KAPITEL V (Vorschriften für interne und externe Meldungen)
  - Artikel 16 (Vertraulichkeitsgebot)
  - Artikel 17 (Verarbeitung personenbezogener Daten)
  - Artikel 18 (Dokumentation der Meldungen)
- KAPITEL VI (Schutzmaßnahmen)
  - Artikel 19 (Verbot von Repressalien)
  - Artikel 20 (Unterstützende Maßnahmen)
  - Artikel 21 (Maßnahmen zum Schutz vor Repressalien)
  - Artikel 22 (Maßnahmen zum Schutz betroffener Personen)
  - Artikel 23 (Sanktionen)
  - Artikel 24 (Keine Aufhebung von Rechten und Rechtsbehelfen)
- KAPITEL VII (Schlussbestimmungen)
  - Artikel 25 (Günstigere Behandlung und Regressionsverbot)
  - Artikel 26 (Umsetzung und Übergangszeitraum)
  - Artikel 27 (Berichterstattung, Bewertung und Überprüfung)
  - Artikel 28 (Inkrafttreten)
  - Artikel 29 (Adressaten)
- ANHANG
  - Teil I
  - Teil II

## Umsetzung der Richtlinie
Die Richtlinie ist gemäß Artikel 26 Abs. 1 der Richtlinie (EU) 2019/1937 in den Hauptpunkten bis zum 17. Dezember 2021 von den Unionsmitgliedstaaten in nationales Recht umzusetzen. In Bezug auf die Schaffung der betriebsinternen Meldekanäle nach Artikel 8 Absatz 3 der Richtlinie 2019/1937 hinsichtlich juristischer Personen mit 50 bis 249 Arbeitnehmern, sind diese Bestimmungen nach Artikel 26 Abs. 1 der Richtlinie bis zum 17. Dezember 2023 in Kraft zu setzen.
Nachdem 24 Unionsmitgliedstaaten die Hinweisgeberrichtlinie zum 17. Dezember 2021 nicht (z. B. Österreich) oder nicht richtig umgesetzt hatten, hat die Europäische Kommission am 27. Januar 2022 ein Aufforderungsschreiben an die 24 säumigen Regierungen der Unionsmitgliedstaaten versandt und Vertragsverletzungsverfahren eingeleitet.

## Trivia
Die Richtlinie ist geprägt durch sehr umfangreiche Erwägungsgründe (110), die im Gesamten im Text der Richtlinie rund 52 % ausmachen (inkl. der Fußnoten). Der von den Unionsmitgliedstaaten umzusetzende Richtlinientext selbst weist daher nur etwa 48 % des Gesamtumfanges der Richtlinie auf.